# تيري ماكميلان
تيري ماكميلان (بالإنجليزية: Terry McMillan)‏ (18 أكتوبر 1951، بورت هورون في الولايات المتحدة)؛ كاتِبة، سيناريست وروائية أمريكية. درست في جامعة كاليفورنيا.

## الجوائز
- الجوائز الأميركية للكتاب

## روابط خارجية
- تيري ماكميلان على موقع IMDb (الإنجليزية)
- تيري ماكميلان على موقع الموسوعة البريطانية (الإنجليزية)
- تيري ماكميلان على موقع مونزينجر (الألمانية)
- تيري ماكميلان على موقع إن إن دي بي (الإنجليزية)
- تيري ماكميلان على موقع قاعدة بيانات الفيلم (الإنجليزية)